# Gasteracantha acutispina
Gasteracantha acutispina là một loài nhện trong họ Araneidae.
Loài này thuộc chi Gasteracantha. Gasteracantha acutispina được Maria Dahl miêu tả năm 1914.